# 2008 في الصومال
فيما يلي قائمة بأبرز الأحداث في الصومال خلال عام 2008.
5 فبراير
- تفجيرات بوصاصو مقتل 25 مدنياً إثيوبيًا من المهاجرين[1][2][3]

2 مارس
- غارة جوية على دوبلي أسفرت عن مقتل 6 مدنيين صوماليين[4]

19 - 20 أبريل
- معركة مقديشو: مقتل 11 جنديًا إثيوبيًا و 7 جنود صوماليين و 10 متمردين و 98 مدنياً
- مجزرة مسجد الهداية: مقتل 11 مدنيا صوماليا

1 مايو
- غارة طوسمريب الجوية ومقتل جنديين صوماليين و 6 مسلحين و5 مدنيين

1-26 يوليو
- معركة بلدوين ومقتل 50 جنديًا إثيوبيًا، و39-75 متمردًا، و22 مدنياً

20-22 أغسطس
- معركة كيسمايو ومقتل 89 شخصا

## السياسة
- الرئيس: عبد الله يوسف أحمد (حتى 29 ديسمبر) وآدم محمد نور مدوبي (ابتداء من 29 ديسمبر)
- رئيس مجلس الوزراء: نور حسن حسين